# Vasquismo (lingüística)
Se denomina vasquismo a una palabra proveniente de la lengua vasca y usada en otro idioma, más o menos adaptada.

## Palabras provenientes del euskera en español
En época medieval, el euskera habría tenido según algunas teorías una fuerte influencia en la lengua española, influencia que habría perdido luego. Así, se encuentra en términos de respeto como el personaje del Cantar de mio Cid  ("Minaya Álvar Fáñez" o "Miecha don Ordonio"; donde Minaya está por 'mi hermano' y Miecha por 'mi padre'. Minaya procede del euskérico anaia ('hermano') y miecha de aita ('padre'), término con las variantes eita, ecta, echa en documentos medievales y que es el que da origen a los topónimos con el prefijo 'cha' como Chamartín (vide infra). Es notorio el número de términos vascos en la poesía del riojano Gonzalo de Berceo (siglo XIII) como azcona ('lanza'), gabe ('loco', 'privado'; eusk. gabe 'sin'), socarrar, zatico ('mendrugo') o la expresión Don Bildur para mentar al diablo (eusk. bildur, beldur 'miedo'). Por otra parte, también se pueden encontrar préstamos en la jerga de los fabricantes de trillos de Cantalejo, Segovia, denominada gacería y en la jerga de los canteros de Pontevedra, fala dos arxinas.
También encontramos términos muy específicos vascos, como chacolí (un tipo de vino vasco), chistu (flauta típica vasca), pacharán (un licor navarro) o zorcico (tipo de composición musical vasca en octavas; zortzi 'ocho'); términos que la Real Academia reconoce pero indicando su uso dialectal en el País Vasco (larra, 'prado'), o préstamos muy recientes que incluye el Diccionario de la Real Academia y fácilmente reconocibles como euskéricos, tales como aberzale, aurresku, zulo o lendakari. Otros son agur o abur (adiós), mochila, urraca, versolari, pelotari, aizcolari, zurrón, pizarra, mus, órdago, zurdo, zamarra, legaña, laya, ikastola, ganzúa, gabarra, cococha, chistorra, chistera, gabarra, chapela, chaparro, chabola, cencerro, calimocho, cachorro, boina, aúpa, angula, aquelarre.
En cuanto a los nombres de pila, los más antiguos y usados que provienen del vasco son Íñigo (del vasco antiguo Enneko, pequeño amado), Javier (de etxe berri, 'nueva casa', a través del nombre del santo católico Francisco de Javier) y Jimeno-a (del antiguo vasco seme, 'hijo'). Otros muchos nombres se han incorporado desde que se liberalizó la normativa al respecto, muchos de ellos tomados de topónimos: Izaskun, Itziar, Ainhoa, Aitor, Aránzazu, Amaya, Edurne, Idoya, Iratxe, Koldobika, Nekane, etc.

## Lista de préstamos del euskera en español
Esta es una lista de préstamos, posibles o seguros, del euskera en español, basada en el diccionario de la Real Academia Española.
| Palabra                   | Palabra originaria | Significado originario                 |
| ------------------------- | --- | -------------------------------------- |
| abertzale, aberzale       | abertzale | patriota                               |
| abertzalismo              | abertzale 'nacionalista vasco' y el español -ismo |                                        |
| aguín                     | hagin |                                        |
| agur                      | agur, y este del latín augurium 'agüero' |                                        |
| aizcolari, aizkolari      | aizkolari |                                        |
| alud                      | de origen prerromano; relacionado con lurte | derrumbamiento de tierra               |
| amachinarse               | de a- y Machín 'Cupido', y este del vasco Matxin 'mozo de herrería', por alusión al nacimiento de Cupido en la herrería de Vulcano                           |                                        |
| amarreco                  | amarreko, derivado de amarr 'diez' |                                        |
| amilamia                  | eme, y este del latín femĭna 'hembra', 'mujer', y lamia |                                        |
| anavia                    | anabia |                                        |
| angula                    | angula, alteración del latín anguilla |                                        |
| aña                       | de origen vasco |                                        |
| aquelarre                 | akelarre | prado del macho cabrío                 |
| arán                      | aran, y este del celta *agranio |                                        |
| arangorri                 | de arrain 'pez' y gorri 'rojo' |                                        |
| arnasca                   | de arn 'piedra' y aska 'gamella' |                                        |
| arrabio                   | quizá de (h)arrobia | la cantera                             |
| astabatán                 | de astoa 'burro' y batan 'menta' |                                        |
| aurragado, aurragada      | derivado de aurraka | a empujones, deprisa                   |
| aurresku                  | aurresku |                                        |
| azcona                    | de origen incierto; quizá del vasco |                                        |
| bacalao                   | bakailao; relacionado con el neerlandés antiguo bakeljauw, variante de kabeljauw                                                                             |                                        |
| barrunte                  | quizá del vasco antiguo barrunti, derivado de barru(n) 'dentro', 'interior'                                                                                  | interioridad                           |
| batúa                     | batua | reunido                                |
| batzoki                   | batzoki, y esta de batu 'reunir' y toki 'lugar' |                                        |
| boruca                    | buruka | lucha, topetazo                        |
| boina                     | boina |                                        |
| burga                     | quizá de bero-ur-ga | lugar de agua caliente                 |
| cáncamo                   | quizá de cáncamo; relacionado con el italiano gangano 'red de arrastre', 'hombre perezoso' y vasco gangel 'gandul'                                           |                                        |
| cartolas                  | kartolak | jamugas                                |
| cenzaya                   | de sein 'niño' y zai 'guarda' |                                        |
| chabola, chavola          | txabola, y este del francés geôle |                                        |
| chacolí                   | txakolin |                                        |
| chamorro, chamorra        | de origen incierto, relacionado con samurr 'tierno' |                                        |
| changurro                 | txangurro |                                        |
| chaparro, chaparra        | txaparro |                                        |
| chapela                   | txapela, y este del francés antiguo chapel |                                        |
| charro, charra            | txar | defectuoso, débil                      |
| chatarra                  | txatarra | lo viejo                               |
| chimbo, chimba            | de origen vasco |                                        |
| chirla                    | txirla |                                        |
| chirula                   | txirula | flauta                                 |
| chistera                  | txistera, y este del latín cistella 'cestilla' |                                        |
| chistorra                 | txistor | longaniza                              |
| chistu                    | txistu |                                        |
| chistulari                | txistulari |                                        |
| chueca                    | txoko | taba                                   |
| cinzaya                   | sensaín o seintzai, de sein 'niño' y sain o tzai 'guarda' |                                        |
| cococha                   | kokotxa |                                        |
| dantzari                  | dantzari |                                        |
| donostiarra               | donostiarra, y este del nombre propio vasco Donostia 'San Sebastián' y el sufijo gentilicio -arra                                                            |                                        |
| ertzaina                  | ertzaina |                                        |
| Ertzaintza                | Ertzaintza |                                        |
| escarrio                  | askarr |                                        |
| escás                     | escaso, por adaptación vasca |                                        |
| esguín                    | izokin | salmón                                 |
| etarra                    | de ETA y el sufijo gentilicio vasco -arra |                                        |
| euscaldún, euskaldún      | euskaldun |                                        |
| euskara, éuskara          | euskara |                                        |
| éuskaro, éuskara, euskaro | euskara, quizá con influencia de eusko 'vasco' | lengua vasca                           |
| euskera, eusquera         | euskera |                                        |
| gabarra                   | kabarra |                                        |
| gamarra                   | gamarra |                                        |
| gambalúa                  | quizá de ganbelua |                                        |
| ganzúa                    | gantzua |                                        |
| gardama                   | gardamu o kardamu |                                        |
| gardubera                 | de gardu 'cardo' y bera 'blanco' |                                        |
| guiri                     | acortamiento de guiristino | cristino                               |
| ikastola                  | ikastola |                                        |
| ikurriña                  | ikurriña |                                        |
| irasco                    | irasko | choto castrado                         |
| izquierdo, izquierda      | ezkerra | izquierda                              |
| jorguín, jorguina         | sorgin | bruja                                  |
| larra                     | larre |                                        |
| lastón                    | lasto | paja                                   |
| lasún                     | lasun | mújol                                  |
| laya                      | laia |                                        |
| lendakari                 | lehendakari | jefe de Gobierno                       |
| lurte                     | lurte | corrimiento de tierras                 |
| maqueto, maqueta          | makito o maketo, relacionado con magüeto | tonto, majadero                        |
| marmitako, marmitaco      | marmitako, y este de marmita 'marmita' y -ko 'de' | de marmita                             |
| mochil                    | motxil, diminutivo de motil 'muchacho' |                                        |
| mogote                    | voz prerromana, quizá del vasco *mokoti 'puntiagudo', derivado de moko 'punta'                                                                               |                                        |
| molso                     | molso | montón                                 |
| mozcorra                  | de mozkor, derivado de moztu 'podar, pelar' | rechoncho, corpulento, muchacha tetuda |
| muga                      | muga | mojón                                  |
| muñeco, muñeca            | la forma femenina, de origen prerromano; relacionado con moño, muñón, vasco muno 'colina', etc.                                                              |                                        |
| mus                       | mus, y este del francés mouche 'mosca' |                                        |
| narra                     | narra | arrastre                               |
| narria                    | narria |                                        |
| órdago                    | hor dago | ahí está                               |
| orzaya                    | aurzaya |                                        |
| pacharán                  | patxaran, de paitar o pattar 'aguardiente' y aran 'endrino'                                                                                                  |                                        |
| pelotari                  | pelotari |                                        |
| pitarra                   | pitar |                                        |
| pizarra                   | quizá de lapitzarri, por falso corte de la, interpretado como el artículo femenino, y este de lapitz 'pizarra' (del latín lapideus 'pétreo') y arri 'piedra' | piedra de pizarra                      |
| porrusalda                | porrusalda, de porru 'puerro' y salda 'caldo' |                                        |
| sabaya                    | sabaia |                                        |
| sagardúa                  | sagardua |                                        |
| sagarmín                  | de sagar 'manzana' y min 'agrio' |                                        |
| sarde                     | de origen vasco |                                        |
| sinsorgo, sinsorga        | zenzurgue |                                        |
| sirimiri                  | zirimiri, y este de origen expresivo |                                        |
| tobera                    | tobera, del mismo origen que tolva | tolva, barquín o fuelle de fragua      |
| versolari                 | bertsolari |                                        |
| vizcaitarra               | bizkaitarra, del nombre propio vasco Bizkaia 'Vizcaya' y el sufijo gentilicio -arra                                                                          |                                        |
| zacuto                    | zakuto |                                        |
| zamarra                   | zamarra |                                        |
| zarandilla                | sugandilla o suganguila |                                        |
| zarrio, zarria            | txar | defectuoso, débil                      |
| zatico                    | zati | pedazo                                 |
| zorcico                   | zortziko | octava                                 |
| zulo                      | zulo | agujero                                |
| zurrón                    | zorro | saco                                   |